# بول (تشيشير)
بول (بالإنجليزية: Poole, Cheshire)‏ هي قرية وأبرشية مدنية تقع في المملكة المتحدة في إنجلترا. يقدر عدد سكانها بـ 101 نسمة .